# Elisir (programma televisivo)
(Frase di chiusura del programma)
Elisir è un programma televisivo di informazione dedicato alla salute e al benessere, in onda su Rai 3 dal 29 settembre 1996 al 9 giugno 2017 e, nuovamente, dal 2020.

## Il programma
La trasmissione è stata sempre condotta da Michele Mirabella, a cui si è affiancata nelle edizioni 2014-2015 e 2015-2016 Virginie Vassart, e dall'edizione 2020-2021 Benedetta Rinaldi. Nato come appuntamento di prima serata della domenica, dal 2012 Elisir è diventato uno spazio quotidiano del mattino della terza rete. Esclusivamente per la stagione 2012-2013 ha adottato il titolo di Buongiorno Elisir, per poi riprendere dall'anno successivo la storica denominazione. La sigla del programma, iniziale e finale, è un breve spezzone del brano Siana's Dream: The Music Box, dell'arpista americana Deborah Henson-Conant prima in versione riarrangiata e poi dalla stagione 2020-2021 nella versione originale.
Il programma affronta temi legati al mondo della salute e della medicina, con la presenza in studio di ospiti di primo piano: specialisti, professori, eccellenze del mondo della ricerca medica. Chiarezza e semplicità divulgativa sono le caratteristiche principali della trasmissione. Tra gli argomenti di conversazione, l'importanza dello stile di vita, la cultura alimentare, la prevenzione, ma anche il corretto dialogo tra medico e paziente. Particolare attenzione è inoltre dedicata alle novità terapeutiche, ai progressi nella diagnosi, alla ricerca. La trasmissione si avvale inoltre della partecipazione dei telespettatori, grazie a un numero verde e in seguito a una postazione Internet che raccoglie testimonianze e quesiti via mail, o attraverso la pagina Facebook e il profilo Twitter del programma.
Per molti anni al fianco di Michele Mirabella è stato presente in studio un medico di famiglia, il dottor Carlo Gargiulo, mentre i collegamenti in esterna erano condotti dalla giornalista Patrizia Schisa. Nelle prime edizioni in prima serata erano coinvolti in studio anche alcuni ospiti legati al mondo dello spettacolo, chiamati a testimoniare con vicende personali tematiche legate alla salute, e a giocare a un test sempre legato ad argomenti di natura medica. Dalla stagione 2016-2017 il programma ha ridotto la sua durata a soli 10 minuti, lasciando lo spazio di approfondimento alla nuova trasmissione Tutta salute, per poi essere definitivamente chiuso nel mese di giugno 2017. Dal 7 settembre 2020, dopo alcuni anni di pausa, la trasmissione è tornata in onda in forma quotidiana al posto di Tutta salute con la conduzione di Michele Mirabella e Benedetta Rinaldi. A partire dalla stagione 2022-2023 i due conduttori vengono affiancati da Francesca Parisella con una rubrica sulle fake news.

## Pronto Elisir
Dal 2005 il programma ha avuto una versione estiva di durata più breve dal titolo Pronto Elisir, in onda alla domenica nell'access prime time. Tale versione, caratterizzata dall'ampio spazio dato agli interventi via telefono del pubblico da casa, è stata condotta nel 2005 e 2006 da Gigliola Cinquetti con la partecipazione, per alcune interviste esclusive, di Michele Mirabella. Dopo una pausa di qualche stagione, il programma è tornato nell'estate del 2008 sotto la guida dello storico autore e conduttore, padrone di casa anche nelle edizioni in onda nelle estati dal 2009 al 2012.

## Speciali in prima serata
La trasmissione partecipa attivamente ogni anno all'iniziativa I Giorni della Ricerca, organizzata dall'AIRC (Associazione Italiana per la Ricerca sul Cancro) in collaborazione con la Rai, realizzando una puntata in prima serata interamente incentrata sul cancro e sulla ricerca per sconfiggere la malattia. Nel giugno 2015, forte del successo dell'edizione del mattino, il programma è tornato in prima serata con tre appuntamenti dedicati alla salute e allo star bene d'estate.

## Libri
Nel 1997, edito da Rai-Eri, è uscito il libro La lunga vita di Elisir, scritto da Michele Mirabella, Carlo Gargiulo, Carla Massi e Arnaldo D'Amico.